# Don Maynard
Pro Football Hall of Fame 1987
(en) Statistiques sur pro-football-reference
Donald Rogers Maynard appelé Don Maynard (né le 25 janvier 1935 à Crosbyton, Texas et mort le 10 janvier 2022 à Ruidoso au Nouveau-Mexique) est un joueur américain de football américain évoluant au poste de wide receiver. 
En National Football League (NFL), il a joué pour la franchise des Giants de New York et celle des Cardinals de Saint-Louis ainsi que pour les Jets de New York tant en NFL qu'en American Football League (AFL).
Il a également joué en 1959 dans la Ligue canadienne de football (CFL) pour les Tiger-Cats de Hamilton ainsi qu'en fin de carrière, dans la World Football League (WFL) pour les Houston Texans / Shreveport Steamer (en). 
Dans les années 1960, Maynard était rapide et avait des mains sures et il considéré comme l'un des meilleurs joueurs à son poste chez les Jets. Il remporte le Super Bowl III avec les Jets. Le no 13 qu'il portait a été retiré par sa franchise. Surnommé « Country »,  il était à l'époque, un des plus productif à son poste y établissant les records du nombre de yards gagnés en réception et de la moyenne de yards gagné par réception.
Considéré comme l'un des meilleurs joueurs de l'histoire de l'American Football League, Maynard a été intronisé au Pro Football Hall of Fame en 1987.
Au niveau universitaire, Maynard a joué une saison pour les Owls de Rice et trois saisons pour les Miners de Texans Western (actuellement dénommés Miners de l'UTEP). Il y jouait également aux postes de running back et de defensive back.

## Palmarès et récompenses
- Vainqueur du Super Bowl III ;
- Champion AFL 1968 ;
- Sélectionné dans l'équipe type de l'AFL : 1968, 1969 ;
- Sélectionné dans la deuxième équipe de l'AFL : 1965, 1967 ;
- Sélectionné pour le Pro Bowl de l'AFL (en) : 1965, 1967, 1968, 1969 ;
- Sélectionné dans l'équipe type de l'histoire de l'AFL ;
- no 13 des Jets retiré.